# Buena Vista (contea di Portage, Wisconsin)
Buena Vista è un centro abitato (town) degli Stati Uniti d'America situato nella contea di Portage nello Stato del Wisconsin. La popolazione era di 1,187 persone al censimento del 2000. Le comunità incorporate di Coddington e Keene si trovano nella città.

## Geografia fisica
Secondo lo United States Census Bureau, ha un'area totale di 35,3 miglia quadrate (91,3 km²).

## Società

### Evoluzione demografica
Secondo il censimento del 2000, c'erano 1,187 persone.

### Etnie e minoranze straniere
Secondo il censimento del 2000, la composizione etnica della città era formata dal 98,48% di bianchi, lo 0,08% di afroamericani, lo 0,34% di nativi americani, lo 0,25% di asiatici, lo 0,34% di altre razze, e lo 0,51% di due o più etnie. Ispanici o latinos di qualunque razza erano l'1,26% della popolazione.